# Indywidualne Mistrzostwa Polski w Zapasach 1948
18. Mistrzostwa Polski w Zapasach rozegrano wyłącznie w stylu klasycznym w Krakowie w 1948.

## Medaliści
| Kategoria:  | Złoto:                                 | Srebro: | Brąz: |
| 52 kg       | Stanisław Sokołowski Gwiazda Bydgoszcz |         |       |
| 57 kg       | Rudolf Toboła Siła Mysłowice           |         |       |
| 62 kg       | Franciszek Kauch Warta Poznań          |         |       |
| 67 kg       | Oskar Kusz Huta Pokój Nowy Bytom       |         |       |
| 73 kg       | Antoni Gołaś Siła Mysłowice            |         |       |
| 79 kg       | Jerzy Gryt Siła Mysłowice              |         |       |
| 87 kg       | Czesław Idzikowski Czarni Nakło        |         |       |
| ponad 87 kg | Teodor Krysmalski Pafawag Wrocław      |         |       |